# Landschaftsschutzgebiet Iserlohn Typ A
Das Landschaftsschutzgebiet Iserlohn Typ A mit 8250 ha Flächengröße liegt im Märkischen Kreis auf dem Gebiet der Stadt Iserlohn. Es wurde 1997 durch den Kreistag des Märkischen Kreises mit dem Landschaftsplan Nr. 4 Iserlohn als Landschaftsschutzgebiet (LSG) vom Typ A (Allgemeiner Landschaftsschutz) ausgewiesen. Das LSG geht bis an den Siedlungsrand.

## Beschreibung
Das LSG umfasst großflächig Gebiete, die außerhalb vom Bebauungsbereich und anderen Schutzgebieten mit strengeren Auflagen liegen. Im LSG liegen hauptsächlich Waldbereiche, Grünland und Acker. Die Wälder haben meist eine Fichten- oder Buchenbestockung.

## Schutzzweck
Die Ausweisung erfolgte zur Erhaltung, Entwicklung oder Wiederherstellung der Leistungs- und Funktionsfähigkeit des Naturhaushalts oder der Regenerationsfähigkeit und nachhaltigen Nutzungsfähigkeit der Naturgüter, einschließlich des Schutzes von Lebensstätten und Lebensräumen. Ferner wegen der Vielfalt, Eigenart oder Schönheit oder der besonderen kulturhistorischen Bedeutung der Landschaft und wegen ihrer besonderen Bedeutung für die Erholung.

## Rechtliche Vorschriften
Im LSG ist unter anderem das Errichten von Bauten verboten. Ferner sind Erstaufforstungen und auch die Neuanlage von Weihnachtsbaum-, Schmuckreisig- und Baumschulkulturen außerhalb des Waldes verboten.